# Йорданка Благоєва
Йорданка Благоєва (болг. Йорданка Благоева, 19 січня 1947 року) — болгарська легкоатлетка (стрибки у висоту). 24 вересня 1972 року Йорданка Благоєва встановила світовий рекорд зі стрибків у висоту (1.94 м). Почесна громадянка Софії.

## Біографія
Йорданка Благоєва народилася 19 січня 1947 року у Горішнє Церовене. У 1968 році Йорданка не пройшла до фінального раунду змагань на Олімпійських іграх у Мехіко (стала сімнадцятою у кваліфікації). На Літніх Олімпійських іграх у Мюнхені (1972) Йорданка посіла друге місце. Під час Олімпійських ігор у Монреалі (1976) спортсменка з результатом 1.91 м завоювала бронзову нагороду. На Літніх Олімпійських іграх у 1980 році Благоєва посіла шістнадцяте місце у кваліфікації (1.80 м)

## Виступи на Олімпіадах
| Олімпіада     | Дисципліна       | Місце |
| ------------- | ---------------- | ----- |
| Мехіко 1968   | стрибки у висоту | 17    |
| Мюнхен 1972   | стрибки у висоту | 2     |
| Монреаль 1976 | стрибки у висоту | 3     |
| Москва 1980   | стрибки у висоту | 16    |

1. ↑  ПОЧЕТНИ ГРАЖДАНИ НА СОФИЯ (удостоени през периода 1993 - 2023 г.). СТОЛИЧНА ОБЩИНА. СТОЛИЧЕН ОБЩИНСКИ СЪВЕТ. Процитовано 14 серпня 2025. (болг.)